# يونيو 1924

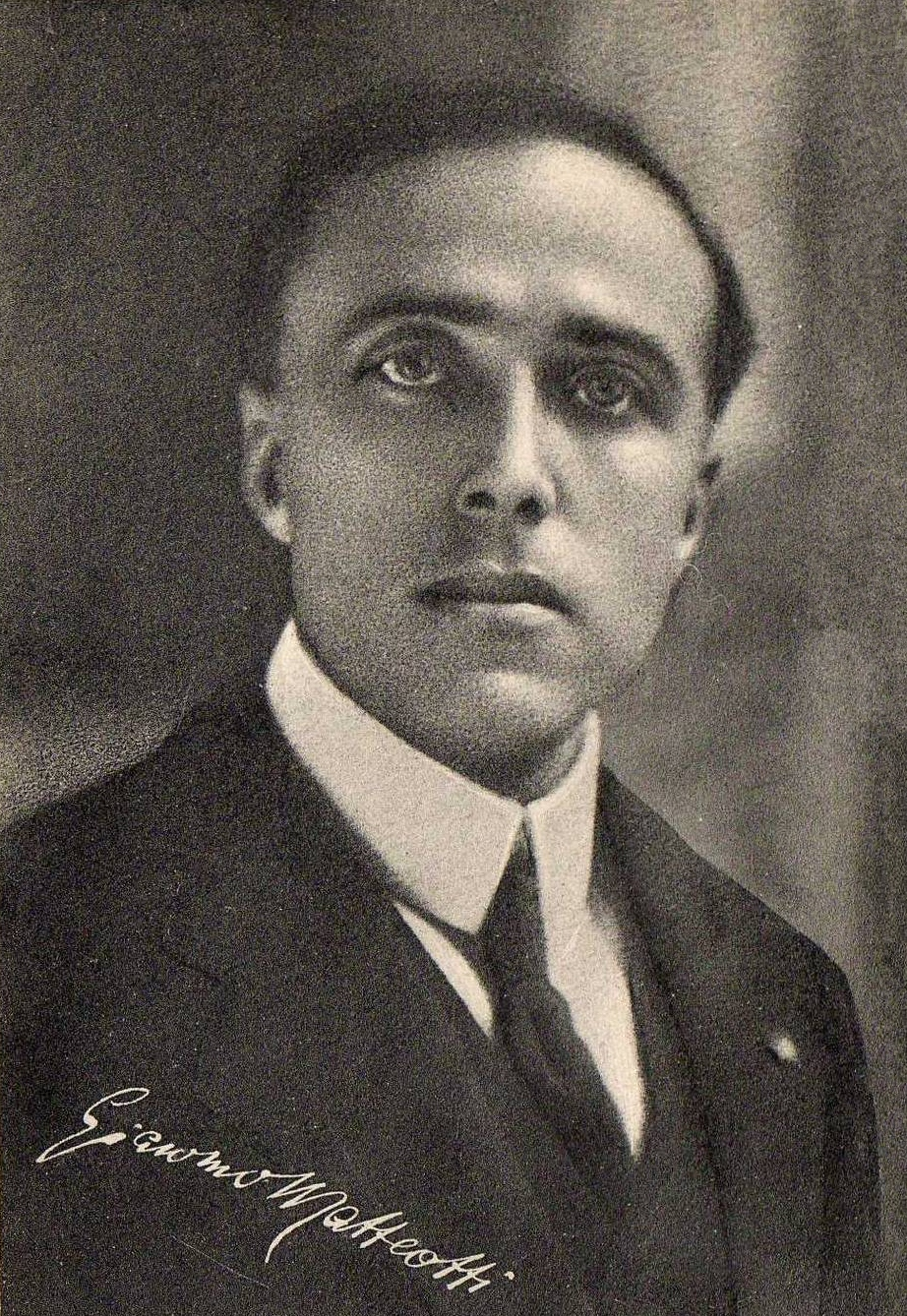
جياكومو ماتيوتي، السياسي الاشتراكي الإيطالي وأحد أبرز منتقدي بينيتو موسوليني

تسلسل زمني لأحداث شهر يونيو 1924.

## 1 يونيو1924 (الأحد)
- تم إطلاق النار على المستشار النمساوي إجناز سيبل على يد عامل ساخط. تم استخراج رصاصة من رئته ونجا.[1][2]
- بدأت ثورة يونيو في ألبانيا حيث قام جيش من 6000 قاموا بمسيرة إلي تيرانا.[3]
- استقال ريموند بوانكاريه كرئيس وزراء فرنسا.[4]
- أصدرت لجنة مؤتمر مقاطعة البنغال قرارًا يعترف بتضحية جوبيناث ساها. وذكر أن "هذا المؤتمر، في الوقت الذي يدين فيه وينأى بنفسه عن العنف والالتزام بمبدأ اللاعنف، يقدر فكرة جوبيناث ساها للتضحية بالنفس، فيما يتعلق بمصالح البلاد العليا ويعبر عن احترامها التضحية بالنفس. عارض المهاتما غاندي القرار.[5]
- ولد: وليام سلون كوفين، رجل دين مسيحي، في مدينة نيويورك (توفي عام 2006)

## 2 يونيو1924 (الاثنين)
- وقع الرئيس الأمريكي كالفين كوليدج قانون العائدات ليصبح قانونًا، رغم انتقاداته الكثيرة لمشروع القانون. صرح كوليدج بأنه «قد يتم ترك تصحيح لعيوبه إلى الجلسة القادمة للكونجرس». «أنا على ثقة بأن مشروع قانون أقل سياسية وأكثر اقتصادية قد يتم إقراره في ذلك الوقت.» [6][7]
- تم عرض فيلم فرانك لويد الذي أخرج فيلم في مسرح أستور بمدينة نيويورك.[8]
- أنهى عمال المناجم في الرور إضرابهم بعد قبول زيادة الأجور بنسبة 6 في المائة.[9]
- ولد: جون كالوود، صحفي وكاتب وناشط في تشاتام ، أونتاريو، كندا (توفي عام 2007)

## 3 يونيو1924 (الثلاثاء)
- في ألبانيا، تم الإبلاغ عن قتال في شكودر وفلوري، بينما وصلت مدمرة إيطالية إلى ميناء دوريس. كان يعتقد أن إيطاليا قد تتدخل في ثورة يونيو إذا تم تهديد أي مصالح إيطالية في ألبانيا.[10]
- ولد: هارك هارفي، مخرج وممثل ومنتج أفلام، في وندسور ، كولورادو (توفي عام 1996)
- ولد: تيد مالي، مذيع، في بروكلين، نيويورك (توفي عام 1999).
- توفي: فرانز كافكا، 40 عامًا، كاتب نمساوي المولد (المجاعة بسبب مضاعفات مرض السل الحنجرة)

## 4 يونيو1924 (الأربعاء)
- استولت القوات المناهضة للحكومة في ألبانيا على شكودر.[11]
- ولد: دينيس ويفر، ممثل، في جوبلين ، ميزوري (توفي 2006)

## 5 يونيو1924 (الخميس)
- اتُهم ليوبولد ولوب في إحدى عشر تهمة قتل و 16 تهمة اختطاف.[12]
- ولد: آرت دونوفان، لاعب كرة القدم الأمريكي، في ذا برونكس، نيويورك (توفي 2013)

## 6 يونيو1924 (الجمعة)
- وافق الرايخستاغ على خطة دوز بتصويت 247-183.
- تمت تبرئة بيلفا جيرتنر من جريمة قتل في شيكاغو. قصتها ألهمت جزئيا مسرحية شيكاغو.[13]
- فاز سيريل ووكر من إنجلترا ببطولة الولايات المتحدة المفتوحة للذهب.

## 7 يونيو1924 (السبت)
- سنت الولايات المتحدة قانون كلارك-ماكناري.
- ولد: دولوريس جراي، الممثلة والمغنية، في شيكاغو (توفي عام 2002)

## 8 يونيو1924 (الأحد)
- أصبح فريدريك فرانسوا مارسال رئيس وزراء فرنسا التسعين.
- وصل الطيارون الذين يحاولون أن يكونوا أول من يطير حول العالم إلى هونغ كونغ.[14]

## 9 يونيو1924 (الاثنين)
- فازت أوروجواي بالميدالية الذهبية في بطولة كرة القدم الأوليمبية بفوزها على سويسرا 3-0.
- ولد: إد فرحات، مصارع محترف («الشيخ»)، في لانسنج ، ميشيغان (توفي عام 2003)

## 10 يونيو1924 (الثلاثاء)
- تم اختطاف جياكومو ماتيوتي، السياسي الاشتراكي الإيطالي وأحد أبرز منتقدي بينيتو موسوليني، في وضح النهار. كان مصيره لغزا حتى تم العثور على جثته في أغسطس.[15]
- انتهت ثورة يونيو في ألبانيا عندما استولت القوات المناهضة للحكومة على تيرانا.[16]
- افتتح المؤتمر الوطني الجمهوري في كليفلاند بولاية أوهايو.
- توفي: جياكومو ماتيوتي، 39 عاماً، سياسي إيطالي (تعرض للضرب حتى الموت على يد الفاشيين)

## 11 يونيو1924 (الأربعاء)
- تم احتجاز الممثل الكوميدي والممثل فرانك تينى أمام هيئة المحلفين الكبرى بكفالة قدرها 25000 دولار بسبب تهمة الاعتداء التي رفعها إيموجين ويلسون. أنكر تايني ضربها على الإطلاق وأثار النكات على منصة الشهود على الرغم من تحذيرات من المقعد.[17]
- توفي: تيودور دوبوا، 86 عامًا، ملحن فرنسي ومعلم موسيقى

## 12 يونيو1924 (الخميس)
- أعلن تشارلز ج. دويز عن زميله كالفن كوليدج في إدارة المؤتمر الوطني الجمهوري.[18]
- 48 من افراد الطاقم لقوا حتفهم على متن USS Mississippi قبالة سان بيدرو عندما انفجرت برج رقمها الرئيسي الثاني.[19]
- ولد: جورج بوش الأب، الرئيس الحادي والأربعون للولايات المتحدة، في ميلتون ، ماساتشوستس (توفي عام 2018)

## 13 يونيو1924 (الجمعة)
- أصبح غاستون دوميرجو الرئيس الثالث عشر لفرنسا.
- وقال بينيتو موسوليني إنه سيأمر بالعدالة بإجراءات موجزة فيما يتعلق بالذنب إذا تم التعرف على مختطفي جياكومو ماتيوتي. وقد تم بالفعل القبض على ستة رجال لارتكابهم الجريمة، من بينهم أميريغو دوميني.[20]

## 14 يونيو1924 (السبت)
- استقال ألدو فينزي من منصب وكيل وزارة الخارجية الإيطالية بسبب اختفاء ماتيوتي، موضحًا أنه كان يفعل ذلك من أجل الدفاع عن نفسه من «الاتهامات القاتلة» التي وجهتها له المعارضة.[21]
- مواليد: جيمس دبليو بلاك، عالم الصيدلة، في أودينجستون، اسكتلندا (توفي 2010)

## 15 يونيو1924 (الأحد)
- أصبح إدوارد هيريوت رئيس وزراء فرنسا.
- صدق مجلس الاتحاد الدولي لكرة القدم على اعتماد الهدف[22] المباشر من ضربة ركنية للموسم المقبل.[23]
- ولد: عازر وايزمان، رئيس إسرائيل السابع، في تل أبيب (توفي عام 2005)
- توفي: بيل برينان، 30 عاماً، ملاكم أمريكي.

## 16 يونيو1924 (الاثنين)
- عقد الملك فيكتور عمانويل الثالث ملك إيطاليا مجلسًا استثنائيًا مع رؤساء وزراء سابقين وأفراد من العائلة المالكة لمناقشة أزمة ماتيوتي، حيث بدا قبضة موسوليني على السلطة هشة بشكل متزايد.[24]
- استسلم السياسي الفاشي الإيطالي سيزار روسي للشرطة بعد تخفيه لعدة أيام لكونه مطلوبًا فيما يتعلق باختفاء ماتيوتي.[25]
- وصل الطيارون الذين كانوا يحاولون القيام بأول رحلة حول العالم إلى سايغون.[26]
- افتُتحت محاكمة سائق مابل نورماند الذي تأخر كثيرا عن إطلاق النار في رأس السنة الميلادية في لوس أنجلوس. شهدت إدنا بورفيانس مرة أخرى أنها كانت خارج الغرفة عندما وقع إطلاق النار.[27]

## 17 يونيو1924 (الثلاثاء)
- أجريت الانتخابات العامة لجنوب إفريقيا. هُزمت حكومة جان سميتث حيث فاز الحزب الوطني بقيادة هيرتزوج بأغلبية المقاعد.[28][29]
- كان رئيس شرطة روما، إميليو دي بونو، آخر فاشي يستقيل في أزمة ماتيوتي.[30]
- ولد: شارلوت أرمسترونغ، لاعب بيسبول، في دالاس ، تكساس (توفي 2008)

## 18 يونيو1924 (الأربعاء)
- قطعت المملكة المتحدة علاقاتها مع المكسيك بسبب معاملة الوكيل الدبلوماسي.[31]
- أفيد أن أميريغو دوميني اعترف بخطف ماتيوتي.[32]
- اعترفت الدنمارك رسميًا بالاتحاد السوفيتي.[33]
- ولد: جورج ميكان، لاعب كرة السلة، في جوليت ، إلينوي (توفي عام 2005)

## 19 يونيو1924 (الخميس)
- بدأ الإضراب البريدي في كندا.[34]
- قُبض على الزعيم الفاشي جيوفاني مارينيلي فيما يتعلق بخطف ماتيوتي.[35]

## 20 يونيو1924 (الجمعة)
- أرسل السير فرانسيس يونجوغ من الجمعية الجغرافية الملكية برقية لإعلام وسائل الإعلام بأن جورج مالوري وإير سي قد ماتا أثناء محاولتهما تسلق جبل إفرست.[36]
- طيارون يحاولون عمل أول رحلة جوية حول العالم من بانكوك إلى رانجون.[37]
- مواليد: شيت أتكينز، عازف الجيتار ومنتج التسجيل، في لوتريل ، تينيسي (توفي 2001)

## 21 يونيو1924 (السبت)
- أقرت الجمعية الوطنية الكبرى في تركيا قانون اللقب، الذي يشترط أن يكون لكل مواطن تركي لقب.[38]
- ولد: عزت الله انتزامي، ممثل، في طهران، إيران

## 22 يونيو1924 (الأحد)
- وافقت بريطانيا وفرنسا على عقد مؤتمر في لندن يبدأ في منتصف يوليو لمناقشة تنفيذ خطة داويز.[39]
- قتل المشتبه به فريتز هارمان في هانوفر، ألمانيا بعد أن شوهد يطارد الأولاد في المحطة المركزية. كشف بحث في شقته عن بقع دماء وممتلكات الضحايا كواحد من أكثر القتلة المسلحين شهرة في تاريخ ألمانيا.[40]

## 23 يونيو1924 (الاثنين)
- قام راسل موغان بنجاح بأول رحلة عبر القارات من الفجر إلى الغسق في جميع أنحاء الولايات المتحدة وكانت محاولته الثالثة.[41]

## 24 يونيو1924 (الثلاثاء)
- افتتح المؤتمر الوطني الديمقراطي في حديقة ماديسون سكوير في مدينة نيويورك. يعتبر وليام جيبس مكدو هو المرشح الأول الذي يشارك في المؤتمر.[42]
- عقد مجلس الشيوخ الإيطالي احتفالا بذكرى جياكومو ماتيوتي، الذي يُفترض أنه مات الآن.[25] وعد بينيتو موسوليني بإصلاح حكومته ثم طرحها للتصويت على الثقة في الأسبوع الأخير من شهر يوليو، لكنه قال إن الفاشيين لم يحتاجوا إلى إزاحتهم من السلطة بسبب الأزمة.[43]
- نشرت صحيفة نيويورك ديلي ميرور لأول مرة.
- مواليد: برايان بيفان، لاعب كرة قدم دوري الرجبي، في سيدني، أستراليا (توفي عام 1991)

## 25 يونيو1924 (الأربعاء)
- تم تعيين فرانك ب. كيلوج كمندوب أمريكي لمؤتمر لندن الشهر المقبل.[44]
- ولد: سيدني لوميت، مخرج ومنتج وكاتب سيناريو، في فيلادلفيا، بنسلفانيا (توفي 2011)

## 26 يونيو1924 (الخميس)
- تبادلت الولايات المتحدة وبلغاريا التصديق على معاهدة تسليم المجرمين.[45]

## 27 يونيو1924 (الجمعة)
- أعطت المعارضة الإيطالية بينيتو موسوليني مهلة تطالب بالاعتراف بالمسؤولية الوزارية عن الجرائم الفاشية، وإجراء تحقيق كامل وشامل في قضية ماتيوتي وانه إذا لم توافق الحكومة، ستقوم المعارضة بمقاطعة البرلمان.[46]
- وقوف عشر دقائق من الصمت في جميع أنحاء إيطاليا فيما يتعلق بجياكومو ماتيوتي.[47]
- فاز لاعب الجولف الأمريكي والتر هاغن ببطولة بريطانيا المفتوحة .
- ولد: بوب أبليارد، لاعب كريكيت إنجليزي

## 28 يونيو1924 (السبت)
- قتل إعصار لورين ساندوسكي 85 شخصًا على الأقل في أوهايو.

## 29 يونيو1924 (الأحد)
- انتهى الإضراب البريدي في كندا.[48]
- تم الإبلاغ عن الياقات الجلدية المرصعة كأحدث موضة في الأزياء النسائية في باريس.[49]
- ولد: عزرا لادرمان، ملحن، في بروكلين؛ فلو ساندون، مغني في فيتشنزا، إيطاليا (توفي 2006)

## 30 يونيو1924 (الاثنين)
- أصبح هيرتزوج ثالث رئيس وزراء لجنوب إفريقيا .